# ۱۶۴۹ (میلادی)
۱۶۴۹ (میلادی) هزار و ششصد و چهل و نهمین سال تقویم میلادی است.

## درگذشتگان
‎